# سومنر هنت
سومنر هنت (بالإنجليزية: Sumner Hunt)‏ هو مهندس معماري أمريكي، ولد في 8 مايو 1865 في بروكلين في الولايات المتحدة، وتوفي في 19 نوفمبر 1938 في لوس أنجلوس في الولايات المتحدة.